# Список заслуженных тренеров СССР (художественная гимнастика)
Почётное спортивное звание, присваивалось в 1956—1992 годах.
На 1977 год — 8 заслуженных тренеров СССР.
| 1957 год |                                       |            |                                |            |               |  |
| 1        | Шишкарёва Юлия Николаевна             | ??.??.1957 | 30.04(12.05).1907 — 21.06.1993 | Ленинград  |               |  |
| 1958 год |                                       |            |                                |            |               |  |
| 1        | Облыгина Елизавета Алексеевна         | ??.05.1958 | 17.12.1922 — 09.06.1988        | Свердловск |               |  |
| 1962 год |                                       |            |                                |            |               |  |
| 1        | Семенова-Найпак Александра Михайловна | ??.05.1962 | ??.??.???? — ??.??.1982        | Харьков    | «Буревестник» |  |

## 1966
- Лисициан, Мария Вартановна

## 1973
- Горенкова, Галина Павловна

## 1977
- Дерюгина, Альбина Николаевна

## 1978
- Годиева, Лариса Германовна 1938—1988[4]
- Сохацкая, Виолетта Евгеньевна
- Тихомирова, Людмила Александровна

## 1980
- Сергеев, Виктор Иванович

## 1982
- Шибаева, Нина Владимировна 1936

## 1989
- Дерюгина, Ирина Ивановна
- Саладзе, Нелли Ильинична

## 1991
- Овсянникова, Эмма Николаевна

## неизв
- Батаен, В. Г.
- Буянова, Ольга Владимировна
- Варакина, Татьяна Тимофеевна 1908—1994
- Винер, Ирина Александровна
- Крыленко, Галина Александровна 29.2.1954
- Кузьмина, Наталья Ивановна
- Лисициан, Тамара Вартановна 1903—1984
- Романова, Галина Гавриловна